# Henri Bertrand de Beuvron
Pour les articles homonymes, voir Bertrand et Henri Bertrand.
Henri Bertrand de Beuvron est un abbé élu de l'abbaye de Cluny en 1672, qui résigne en 1683.

## Origine
Henri Bertand de Beuvron est le fils de Gilbert Bertrand seigneur de Beuvron, Grand chambellan du roi, il est apparenté à l'abbé, Geoffroy d'Amboise, oncle de son arrière-grand-mère et à Jean Bertrand cardinal et archevêque de Sens.

## Élection
Après la mort du Cardinal abbé commendataire Renaud d'Este en 1672, le moines élisent Henri Bertrand de Beuvron, religieux de la stricte observance, ancien prieur de Saint-Marcel-lès-Chalon, le 17 octobre 1672 le jour même où les instructions royales pour l'élection parviennent à l'abbaye. Le roi Louis XIV fait casser son élection par le Conseil d'État dès le 21 octobre suivant. Devant le refus de l'abbé et des moines de se soumettre des lettres de cachet sont délivrées à son encontre le 12 novembre 1672 et il est relégué à La Charité-sur-Loire avant d'être transféré à Pommiers. Le roi n'osant disposer de l'abbaye dans ces conditions le Maître des requêtes Paul Pelisson, obtient des « Lettres d'Économe » et assure la gestion  de l'abbaye de Cluny jusqu'à la renonciation  de Henri Bertrand et nomination le 5 mars 1683 d'Emmanuel-Théodose de La Tour d'Auvergne.